# Oratorio dell'Addolorata e di San Nicola da Tolentino
L'oratorio dell'Addolorata e di San Nicola da Tolentino a Corteglia, frazione di Castel San Pietro. 

## Storia
La costruzione dell'oratorio risale al 1544. 

## Descrizione
L'aula rettangolare con un piccolo campanile a vela fu sottoposta a restauri nel 1812. Nel 1966 fu ampliata da Luciano Savi. La semplice facciata è a capanna. 

### Interno
Sull'altare un affresco raffigurante San Nicola da Tolentino di Alberto Bogani, datato 1933, una Pietà in terracotta, risalente al XVIII secolo, con attribuzione agli artisti Silva; sono presenti quattro dipinti a olio su tela raffiguranti una Santa Lucia e una Sant'Apollonia, risalenti al XVI-XVII secolo, un San Rocco di Giovanni Battista Bagutti di fine XVIII secolo, e un Sant'Isidoro Agricola di Antonio Rinaldi, datato 1850. Vetrate di manifattura contemporanea di Edgardo Ratti e tabernacolo di Gianluigi Giudici.